# Поляковы (деревня)
Поляковы — опустевшая деревня в Даровском районе Кировской области в составе Кобрского сельского поселения.

## География
Находится на расстоянии примерно 36 км по прямой на север-северо-восток от райцентра поселка  Даровской.

## История
Известна с 1802 года как деревня Подовинная с 5 дворами. В 1873 году здесь (Подовинная или Поляковы) учтено было дворов 14 и жителей 111, в 1905 28 и 211, в 1926 37 и 181, в 1950 1 и 5. В 1989 году здесь проживало 9 жителей. Нынешнее название утвердилось с 1939 года.

## Население
Постоянное население  составляло 1 человек (русские 100%) в 2002 году, 0 в 2010.